# Теорема Колмогорова — Хинчина о сходимости
Теорема Колмогорова — Хинчина о сходимости в теории вероятностей задает критерий сходимости с вероятностью единица бесконечного ряда случайных величин и может быть использована для доказательства теоремы Колмогорова о двух рядах

## Формулировка теоремы
Будем предполагать, что {\displaystyle \xi _{1},\xi _{2}...} последовательность независимых случайных величин, {\displaystyle S_{n}=\xi _{1}+\xi _{2}+...+\xi _{n}} и {\displaystyle A} — множество тех элементарных исходов {\displaystyle \omega }, где ряд {\displaystyle \sum \xi _{n}(\omega )} сходится к конечному пределу.

### Первая часть
Пусть {\displaystyle M\xi _{n}=0,n\geqslant 1}. Тогда, если {\displaystyle \sum M\xi _{n}^{2}<\infty }, то ряд {\displaystyle \sum \xi _{n}} сходится с вероятностью единица.

### Вторая часть
Если к тому же случайные величины {\displaystyle \xi _{n},n\geqslant 1} равномерно ограничены: {\displaystyle P(|\xi _{n}|\leqslant c)=1,c<\infty }, то верно и обратное: из сходимости с вероятностью единица ряда {\displaystyle \sum \xi _{n}} следует первая часть.

## Доказательство

### Первой части
Последовательность {\displaystyle (S_{n}),n\geqslant 1}, сходится с вероятностью единица тогда и только тогда, когда эта последовательность фундаментальна с вероятностью единица, то есть
| {\displaystyle P\{\sup _{k\geqslant 1}\|S_{n+k}-S_{n}\|\geqslant \varepsilon \}\rightarrow 0,n\rightarrow \infty } | (1) |

В силу неравенства Колмогорова:
{\displaystyle P\{\sup _{k\geqslant 1}|S_{n+k}-S_{n}|\geqslant \varepsilon \}=\lim _{n\rightarrow \infty }P\{\max _{1\leqslant k\leqslant N}|S_{n+k}-S_{n}|\geqslant \varepsilon \}\leqslant \lim _{N\rightarrow \infty }{\frac {\sum _{k=n}^{n+N}M\xi _{k}^{2}}{\varepsilon ^{2}}}={\frac {\sum _{k=n}^{\infty }M\xi _{k}^{2}}{\varepsilon ^{2}}}}
Поэтому, если {\displaystyle \sum _{k=1}^{\infty }M\xi _{k}^{2}<\infty }, то выполнено условие 1, следовательно, ряд {\displaystyle \sum \xi _{k}} сходится с вероятностью единица.

### Второй части
Пусть ряд {\displaystyle \sum \xi _{k}} сходится. Тогда в силу условия 1 для достаточно больших {\displaystyle n}:
| {\displaystyle P\{\sup _{k\geqslant 1}\|S_{n+k}-S_{n}\|\geqslant \varepsilon \}<{\frac {1}{2}}} | (2) |

В силу неравенства Колмогорова {\displaystyle P\{\sup _{k\geqslant 1}|S_{n+k}-S_{n}|\geqslant \varepsilon \}\geqslant 1-{\frac {(c+\varepsilon )^{2}}{\sum _{k=n}^{\infty }M\xi _{k}^{2}}}}.
Поэтому, если допустить, что {\displaystyle \sum _{k=1}^{\infty }M\xi _{k}^{2}=\infty }, то получим
{\displaystyle P\{\sup _{k\geqslant 1}|S_{n+k}-S_{n}|\geqslant \varepsilon \}=1}, что противоречит неравенству 2 {\displaystyle }.